# طبيب حياة

الزي الرسمي لطبيب الحياة

طبيب الحياة (بالسويدية: Livmedikus) هو لقب الطبيب الشخصي الأميري. في السويد، يُطلق على الشخص المسؤول عن الخدمة الطبية البلاط الملكي بطبيب الحياة الأول (بالسويدية: Förste livmedikus)، وهو لقب أنشأه الملك غوستاف الرابع أدولف عام 1806 خصيصًا للطبيب غابرييل غماليل ريسلاشي. حصل كبير الأطباء في منتجع لوكا برون الطبي أيضًا على لقب طبيب الحياة.